# Barbella eusebii
Barbella eusebii là một loài Rêu trong họ Meteoriaceae. Loài này được Tosco & Piovano mô tả khoa học đầu tiên năm 1956.